# Шарнірний механізм

Механізм Хойкена — чотириланковий плоский шарнірний механізм

Шарні́рний механі́зм  — механізм, усі ланки якого входять у рухомі циліндричні і сферичні кінематичні пари (шарніри). Шарнірні механізми зазвичай використовуються для відтворення різноманітних траєкторій руху, перетворення одного виду руху на інший тощо.

## Класифікація
Розрізняють шарнірні механізми плоскі, сферичні і просторові.
У плоских шарнірних механізмів осі шарнірів є взаємопаралельними, і тому усі ланки здійснюють плоскопаралельний рух. Найпростіший плоский шарнірний механізм складається з 4-х ланок і носить назву «шарнірний чотири ланковий механізм».

Карданна передача (шарнір Гука) — приклад сферичного чотириланкового шарнірного механізму

У сферичному шарнірному механізмі осі шарнірів перетинаються в одній тоці. Найменша кількість ланок сферичного шарнірного механізму також дорівнює число 4. Сферичний чотириланковий механізм застосовується, наприклад, у багатопоршневих насосах та у пристрої стабілізації літальних апаратів. Частковим випадком сферичного чотириланкового механізму, у якому осі двох обертальних пар є взаємно перпендикулярними — карданний механізм.

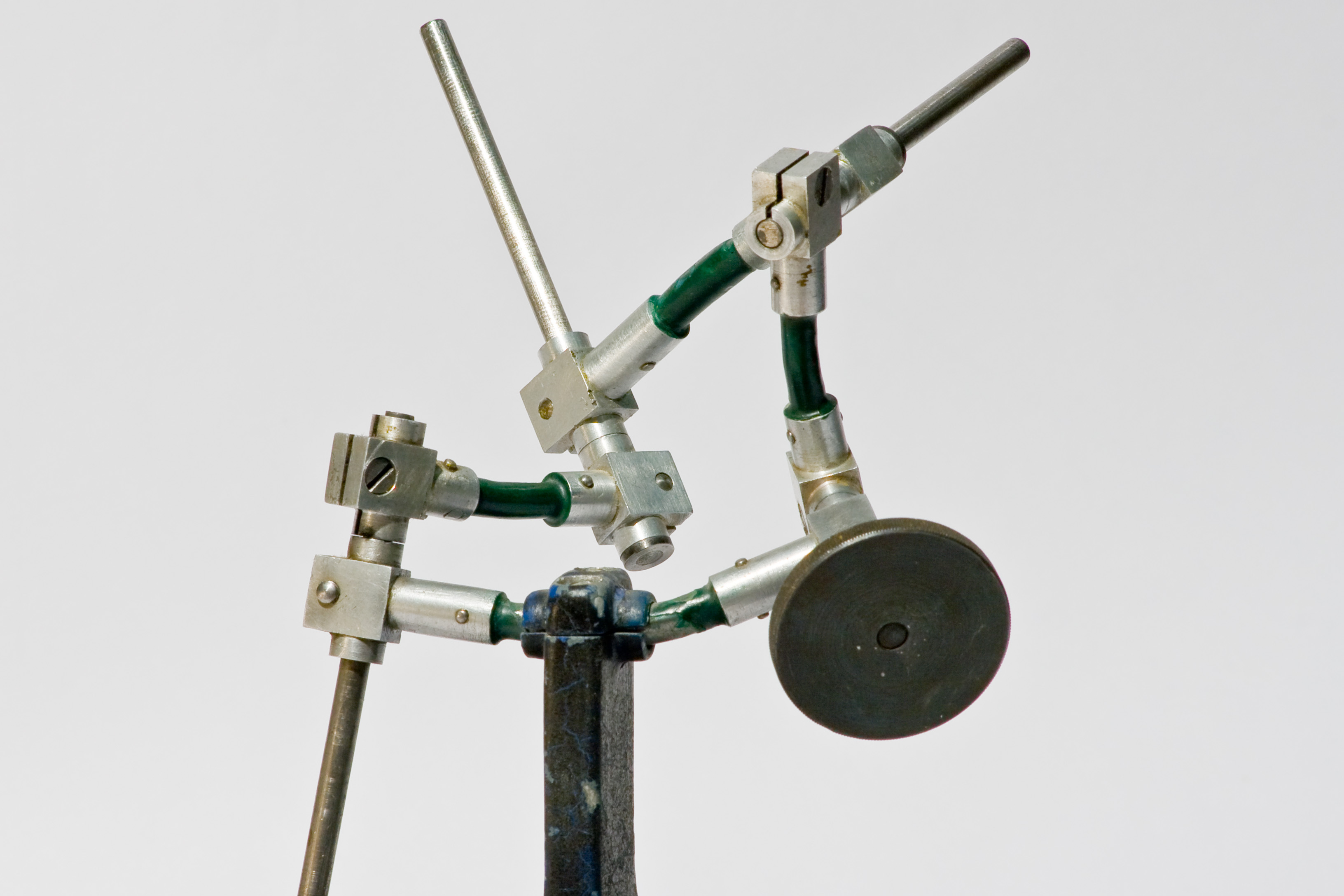
Механізм Беннета

У просторовому шарнірному механізмі осі обертальних пар перехрещуються під різними кутами. У загальному випадку просторовий шарнірний механізм має мати не менше 7-ми ланок (просторовий семиланковий механізм). Однак при виконанні певних співвідношень між лінійними і кутовими розмірами ланок мінімальне число ланок зменшується до 4–х (наприклад, механізм Беннета).
За способом задання потрібного руху робочої ланки шарнірні механізми поділяються на переміщувальні, напрямні, передавальні і механізми для руху із зупинками.
Переміщувальні шарнірні механізми призначені для здійснення переміщення робочої ланки з одного положення в інше. Число заданих положень зазвичай дорівнює 2, рідше 3 або 4.

Механізм Ватта, забезпечує рух точки P траєкторією, близькою до прямолінійної

Напрямні шарнірні механізми механізми призначені для переміщення по заданій кривій однієї точки ланки, що не утворює кінематичних пар зі стійкою. Найбільше поширення мають шарнірні механізми, що спрямовують рух по дузі кола (колові напрямні механізми), та прямолінійно-напрямні механізми (наприклад, механізм Чебишова, механізм Ватта).
Передавальні шарнірні механізми призначені для перетворення обертальних рухів відповідно до певного закону. Деколи їх називають механізмами для відтворення заданої функції.
Шарнірні механізми для руху із зупинками використовують для періодичної зупинки робочого органу після відпрацювання певного руху.

## Переваги та недоліки
До переваг шарнірних механізмів належать:
- можливість отримувати складний рух робочого органу машини без застосування пружин та інших пристроїв для забезпечення сталості зв'язку ланок (як наприклад, в кулачкових механізмах);
- простота виготовлення;
- високий коефіцієнт корисної дії;
- довговічність.

До недоліків шарнірних механізмів належать:
- відносно великі габарити;
- можливість появи значних зусиль, що діють на ланки в тих положеннях, коли вектор переміщення будь-якого центру шарніра утворює з діючою силою кут, близький до 90°;
- не всі потрібні закони перетворення руху можна отримати за допомогою шарнірних механізмів.

## Застосування
Шарнірні механізми знайшли застосування в технологічних машинах, приладах та засобах робототехніки.
Просторові шарнірні механізми використовуються у сільськогосподарських машинах, машинах-автоматах (наприклад, у легкій промисловості) тощо. Застосовуються також шарнірні механізми для відпрацювання параболічних траєкторій руху чи гіпербол (наприклад, для шліфування дзеркал астрономічних приладів).
Переміщувальні шарнірні механізми використовуються у металургійних машинах (кантувальники, перекидачі, механізми для закриття льотки), у машинах-автоматах харчової промисловості для переміщення робочих органів тощо.
Шарнірні механізми для переміщень із зупинками застосовуються в машинах-автоматах для урухомлення робочого органу, який, виконавши певну операцію, має залишатись нерухомим протягом певного періоду часу, коли рухаються інші робочі органи.